# Klasea bornmuelleri
Klasea bornmuelleri là một loài thực vật có hoa trong họ Cúc. Loài này được (Azn.) Greuter & Wagenitz mô tả khoa học đầu tiên năm 2003.